# Dillingby
Dillingby är en by invid motorvägen på E18 söder om Husby-Sjuhundra kyrka i Norrtälje kommun. Vid byn låg tidigare Dillingby golfklubb.